# Misery (Maroon 5)
Misery is een nummer van de Amerikaanse band Maroon 5. Het nummer werd uitgebracht op 22 juni 2010 als leadsingle van het album Hands All Over en is geschreven door zanger Adam Levine, keyboardspeler Jesse Carmichael en gitarist Sam Farrar. Het bereikte de eerste positie op de hitlijst in Venezuela.

## Achtergrond
Het nummer gaat over de lastige situatie wanneer een relatie minder wordt. De hoofdpersoon van het nummer gaat door die fase in zijn relatie. Frontman Levine liet weten aan MTV dat Misery gaat over het verlangen naar een bepaald persoon in je leven, maar daar veel moeite mee hebben. "Ik denk dat veel mensen, inclusief mijzelf, daar soms last van hebben", vertelde hij aan MTV. "Relaties zijn lastig en het is een goede vorm van therapie om er muziek over te schrijven.".

## Hitnoteringen

### Nederlandse Top 40
| Hitnotering: 07-08-2010 t/m 20-11-2010 | Hitnotering: 07-08-2010 t/m 20-11-2010 | Hitnotering: 07-08-2010 t/m 20-11-2010 | Hitnotering: 07-08-2010 t/m 20-11-2010 | Hitnotering: 07-08-2010 t/m 20-11-2010 | Hitnotering: 07-08-2010 t/m 20-11-2010 | Hitnotering: 07-08-2010 t/m 20-11-2010 | Hitnotering: 07-08-2010 t/m 20-11-2010 | Hitnotering: 07-08-2010 t/m 20-11-2010 | Hitnotering: 07-08-2010 t/m 20-11-2010 | Hitnotering: 07-08-2010 t/m 20-11-2010 | Hitnotering: 07-08-2010 t/m 20-11-2010 | Hitnotering: 07-08-2010 t/m 20-11-2010 | Hitnotering: 07-08-2010 t/m 20-11-2010 | Hitnotering: 07-08-2010 t/m 20-11-2010 | Hitnotering: 07-08-2010 t/m 20-11-2010 | Hitnotering: 07-08-2010 t/m 20-11-2010 | Hitnotering: 07-08-2010 t/m 20-11-2010 |
| Week:                                  | 1                                      | 2                                      | 3                                      | 4                                      | 5                                      | 6                                      | 7                                      | 8                                      | 9                                      | 10                                     | 11                                     | 12                                     | 13                                     | 14                                     | 15                                     | 16                                     |                                        |
| -------------------------------------- | -------------------------------------- | -------------------------------------- | -------------------------------------- | -------------------------------------- | -------------------------------------- | -------------------------------------- | -------------------------------------- | -------------------------------------- | -------------------------------------- | -------------------------------------- | -------------------------------------- | -------------------------------------- | -------------------------------------- | -------------------------------------- | -------------------------------------- | -------------------------------------- | -------------------------------------- |
| Positie:                               | 32                                     | 25                                     | 22                                     | 17                                     | 11                                     | 10                                     | 15                                     | 15                                     | 12                                     | 10                                     | 13                                     | 17                                     | 24                                     | 31                                     | 38                                     | 40                                     | uit                                    |

### NPO Radio 2 Top 2000
| Nummer met noteringen in de NPO Radio 2 Top 2000 | '11  | '12  |
| ------------------------------------------------ | ---- | ---- |
| Misery                                           | 1426 | 1684 |

1. ↑  Een vetgedrukt getal geeft de hoogste notering aan.
2. ↑  2011 was het eerste jaar met een notering voor dit nummer.
3. ↑  Deze tabel is bijgewerkt tot en met de laatste editie (2024).